# تفنگدار دریایی ۳: جبهه خودی
تفنگدار دریایی ۳ (به انگلیسی: The Marine 3: Homefront) یک فیلم سینمایی اکشن محصول سال ۲۰۱۳ ایالات متحدهٔ آمریکا در این فیلم بازیگرانی همچون مایک میزانین، نیال مک‌دوناف و اشلی بل ایفای نقش کرده‌اند.
این فیلم در استودیو دبلیودبلیوئی ضبط شده و در ایالات متحده به زبان انگلیسی منتشر شده‌است.

## بازیگران
- مایک میزانین در نقش جیک کارتر
- نیال مک‌دوناف در نقش جونا پاپ
- مایکل اکلند در نقش اکرت
- اشلی بل در نقش لیلی
- کمیل سالیوان در نقش آماندا
- جارد کیسو در نقش هارکینز
- جف بالارد در نقش دارن